# Laquenexy
Laquenexy – miejscowość i gmina we Francji, w regionie Grand Est, w departamencie Mozela.
Według danych na rok 1990 gminę zamieszkiwało 781 osób, a gęstość zaludnienia wynosiła 86 osób/km² (wśród 2335 gmin Lotaryngii Laquenexy plasuje się na 451. miejscu pod względem liczby ludności, natomiast pod względem powierzchni na miejscu 664.).